# Teddy Afro

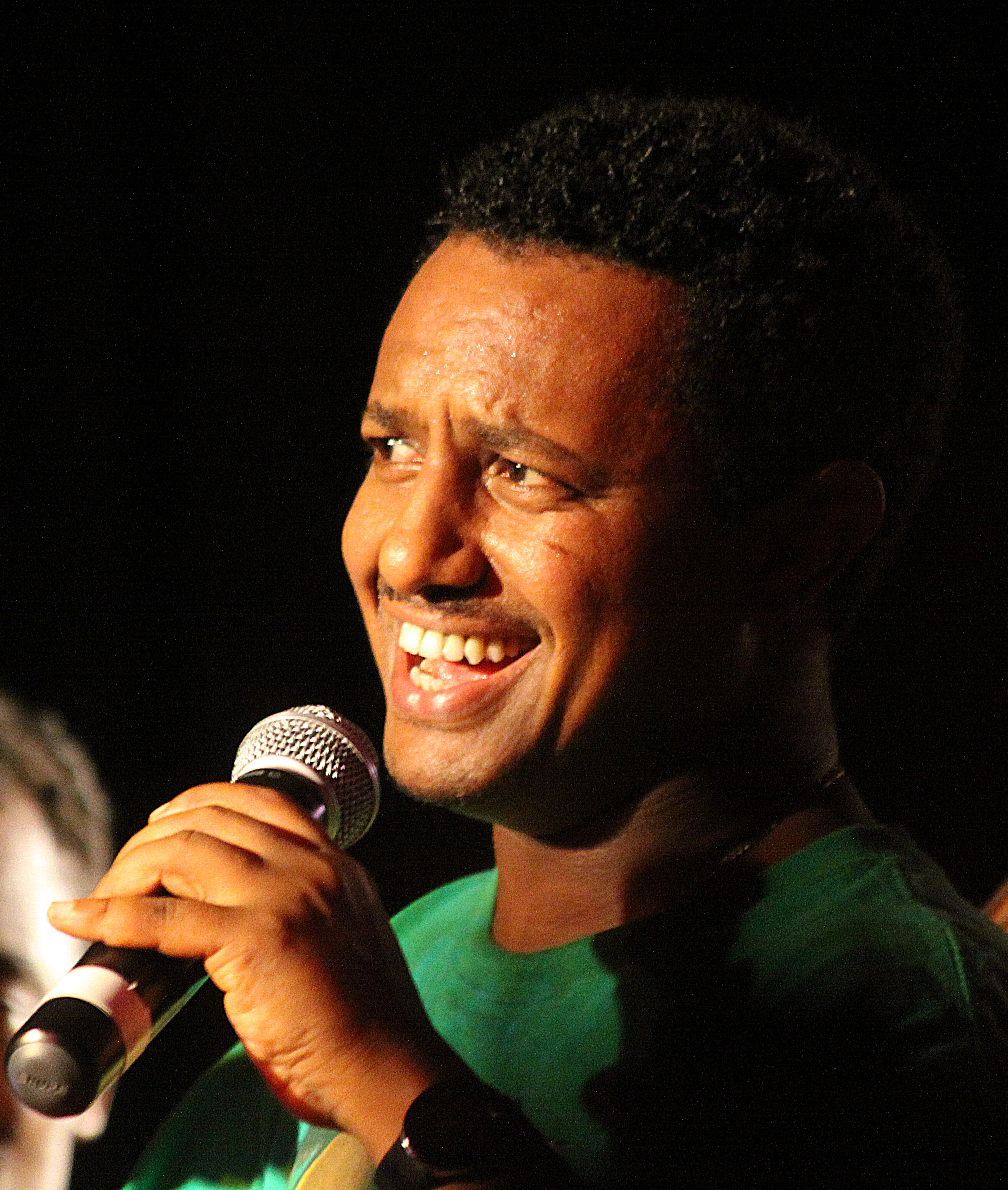
Teddy Afro

Teddy Afro (bürgerlich Tewodros Kassahun, * 14. Juli 1976) ist ein äthiopischer Sänger.

## Karriere als Musiker
Teddy Afro begann seine Karriere als Musiker im Jahr 2001. Sein drittes Album, Yasetseryal, ist mit über einer Million verkauften Einheiten das bestverkaufte äthiopische Album aller Zeiten. Seine Touren führten ihn auch schon nach Deutschland. War er bis dahin bei der Plattenfirma Nahom Records unter Vertrag, erschien sein Album Tikur Sew im Jahr 2012 bei AdikaRecords.

## Politisches Engagement und juristische Probleme
Teddy Afro gehört zu den Kritikern der in Äthiopien regierenden Revolutionären Demokratischen Front der Äthiopischen Völker (EPRDF). Sein Album Yasetseryal enthält zwischen den Zeilen Kritik an der Regierung. Es erschien im zeitlichen Umfeld der mit erheblichen politischen Turbulenzen verbundenen Wahlen in Äthiopien im Mai 2005. Teddy Afro saß von April 2008 bis zum 13. August 2009 wegen Fahrerflucht in Verbindung mit dem Tod einer Person im Gefängnis. Kritiker der Regierung erheben den Vorwurf, die Haftstrafe sei allein aus politischen Gründen verhängt worden, da er in seinen Liedern stets die äthiopische Regierung kritisierte.

## Nachweise
1. ↑  Teddy Afro – Another victim of Ethiopia’s ruthless dictator (Memento vom 17. August 2009 im Internet Archive), abgerufen am 12. Mai 2024.